# Alte Herrenhäuser Straße 7

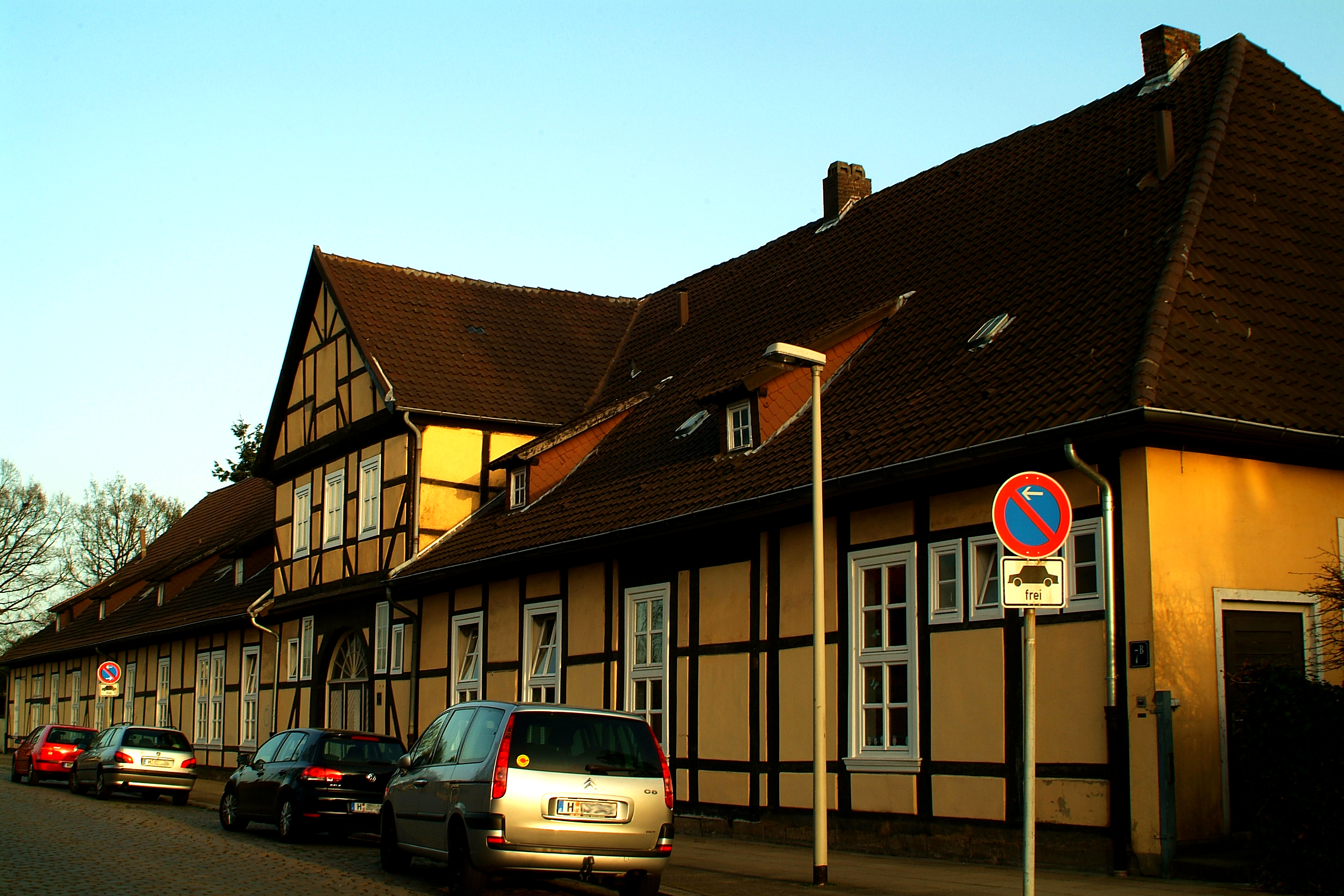
Das Fachwerkhaus Alte Herrenhäuser Straße 7, letzter Rest eines historischen Meierhofes

Das Gebäude unter der Adresse Alte Herrenhäuser Straße 7 in Hannover ist der letzte erhaltene Rest eines im 17. Jahrhundert begonnenen und zum Schloss Herrenhausen gehörigen Meierhofes. Die ehemalige Meierei, auch Alte Meierei genannt, gehört zu einer denkmalgeschützten Baugruppe am Großen Garten in Herrenhausen.

## Geschichte
Nachdem – mitten im Dreißigjährigen Krieg – der seinerzeitige Landesherr, Herzog Georg von Calenberg, die Altstadt Hannovers durch einseitige Willenserklärung 1636 zu seiner neuen Residenz erklärt hatte, wurde noch in den 1630er Jahren mit der Verlagerung einiger Gehöfte des Dorfes Herrenhausen begonnen. An ihrer Stelle trat 1646 ein zu Schloss Herrenhausen gehöriger Wirtschaftshof, der zur Versorgung des Schlosses diente, bald mit Ställen für Kühe und Maultiere sowie Unterkünfte für Hirten und Vogelfänger.
Nach der Erhebung zum Kurfürstentum Hannover und dem Beginn der Personalunion zwischen Großbritannien und Hannover wurde die Meierei – und damit auch das heute noch erhaltene Gebäude – 1736 durch den Oberhofbaumeister Johann Paul Heumann neu gebaut. Knapp ein halbes Jahrhundert später folgte der Umbau zu einer Remise für die Königlich Großbritannischen Reise- und Prunkkutschen, die nun in dem langgestreckten Fachwerkbau untergestellt wurden. Erst gegen Ende des Königreichs Hannover wurde die Meierei in der Mitte des 20. Jahrhunderts aufgegeben zum Teil als Wohngebäude umgenutzt.
Nach dem Zweiten Weltkrieg gehörte die Herrenhäuser Straße 7 jahrzehntelang zum Eigentum der stadteigenen Gesellschaft für Bauen und Wohnen (GBH), die das Gebäude Anfang des 21. Jahrhunderts an eine Fondsgesellschaft verkaufte. Die neue Eigentümerin kümmerte sich zunächst lange kaum um den Erhalt der Bausubstanz, die Mieter „[…] fanden nie einen Ansprechpartner auf Vermieterseite“. 2015 erhielten die Bewohner dann überraschend und zeitgleich mit dem Gutachten eines Baustatikers die Kündigung der Mietverträge mit der Begründung, eine vollständige Instandsetzung des Gebäudes sei im laufenden Betrieb nicht durchführbar.
Das Gebäude wurde bis 2017 saniert, es wurden zehn sogenannte Townhouses errichtet.

## Galerie

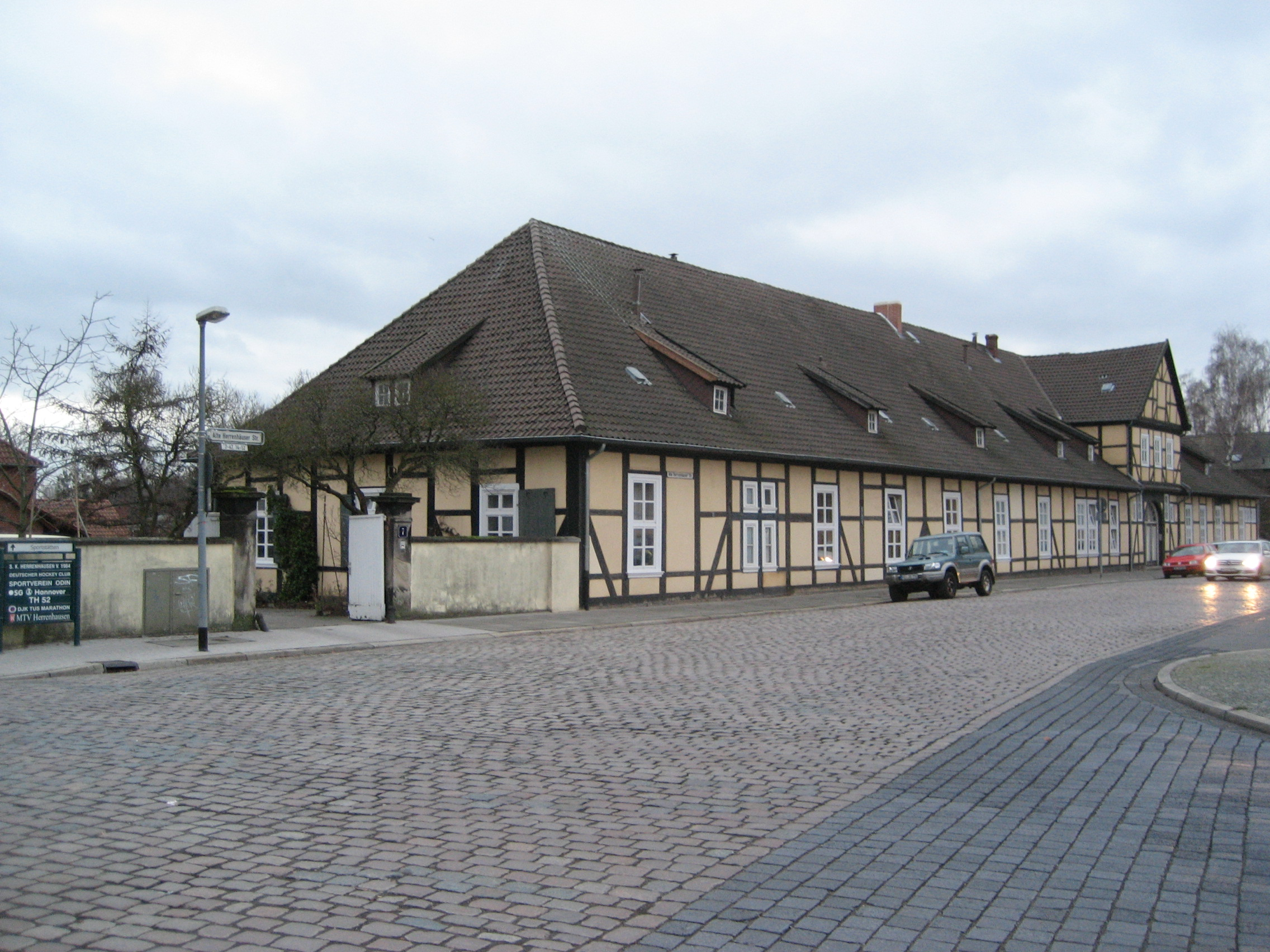
Gesamtansicht des Komplexes vor der Sanierung, von Ost nach West aufgenommen
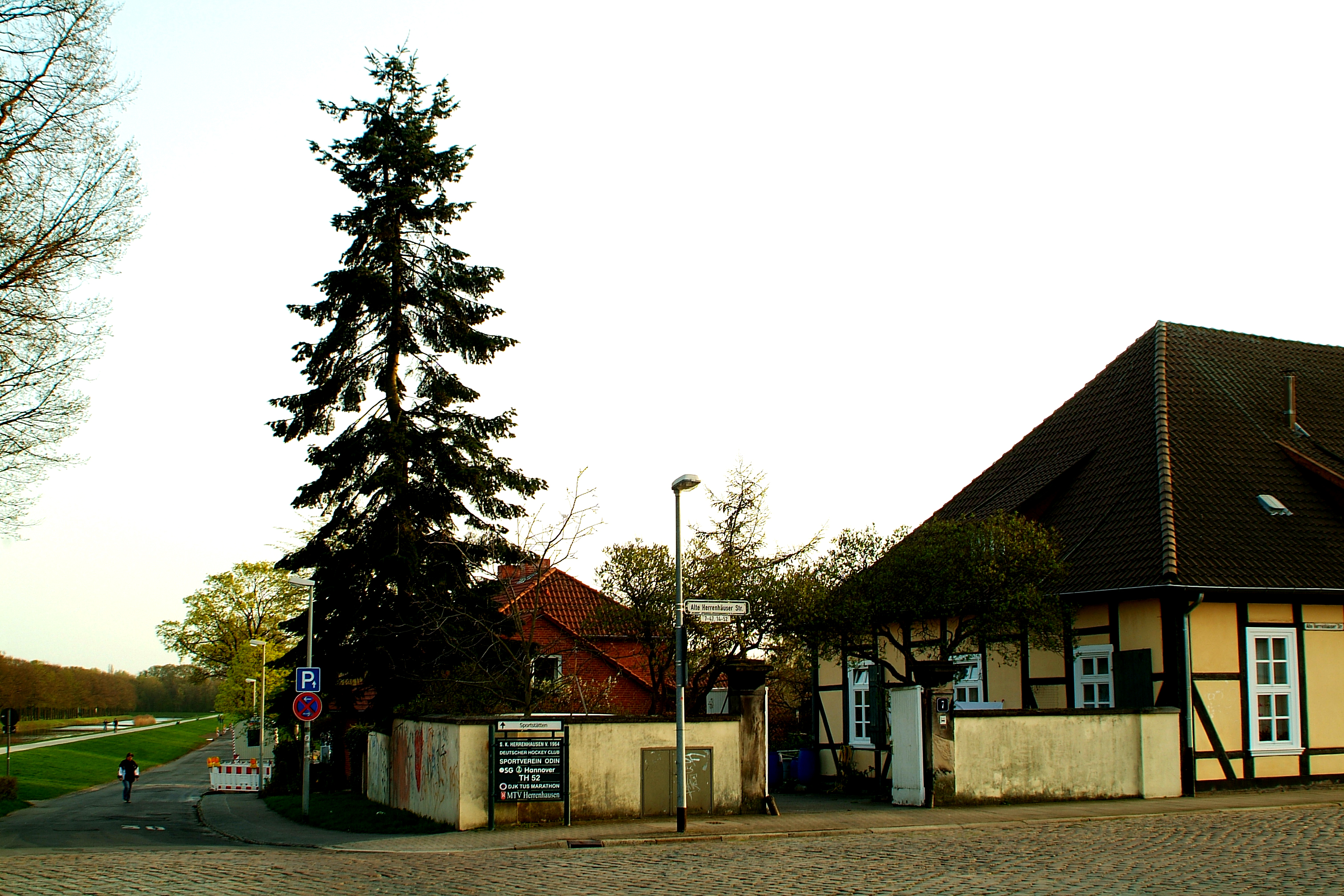
Hof-Zufahrt gegenüber der Graft vom Großen Garten in Herrenhausen
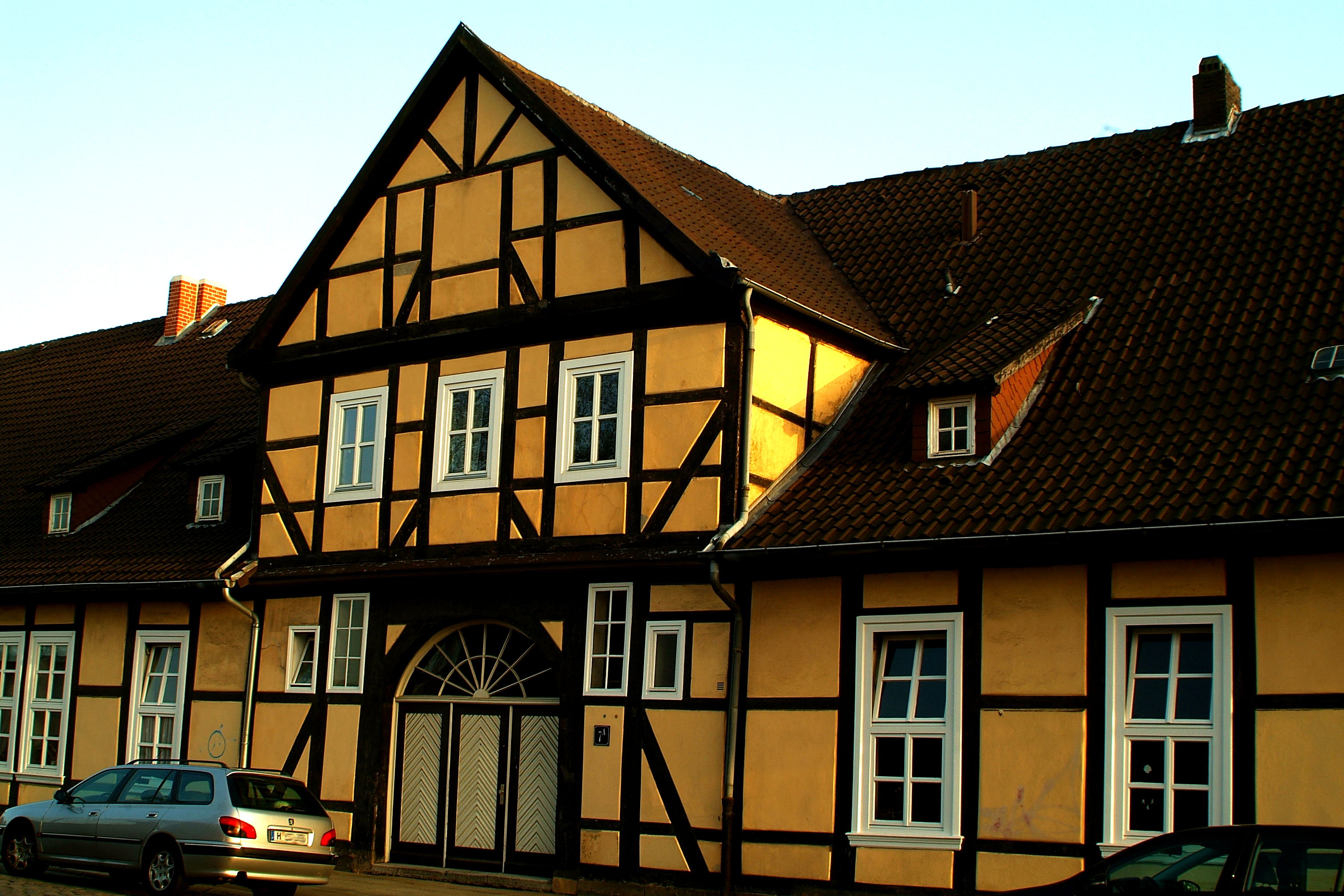
Ehemalige Mitteleinfahrt für die Königlichen Reise- und Prunkkutschen

## Medienecho (Auswahl)
- Andreas Schinkel: Die ehemalige Meierei verfällt. Ein Bau mit Geschichte verfällt: Mieter der ehemaligen Meierei in Herrenhausen klagen über erhebliche Schäden der Bausubstanz. In: haz.de. Verlagsgesellschaft Madsack, 17. August 2009, abgerufen am 6. Juni 2019.